# 하트 투 하트 (드라마)
《하트 투 하트》는 2015년 1월 9일부터 2015년 3월 7일까지 tvN에서 방송된 대한민국의 텔레비전 로맨스 드라마이다.

## 줄거리
주목받아야 사는 환자 강박증 의사 '고이석'과 주목받으면 죽는 대인기피성 안면홍조증 환자 '차홍도'의 멘탈 치유 로맨스.

## 등장 인물

### 주요 인물
- 최강희 : 차홍도 (차영지) 역 (아역:이빛나, 허정은)
- 천정명 : 고이석 역 (아역:남다름)
- 이재윤 : 장두수 역
- 안소희 : 고세로 역

### 홍도네 가족
- 최강희 : 오영래 역

### 이석네 가족
- 주현 : 고상규 역
- 엄효섭 : 고재웅 역
- 진희경 : 황문선 역

### 두수 주변인물
- 김기방 : 양 형사 역

### 그외 인물들
- 황승언 : 우연우 역
- 서이숙 : 엄기춘 역
- 최무성 : 안병열 역
- 김애경 : 황금심 역
- 류혜영 : 이은호, 이진호 역
- 송의준 : 고일석 역
- 공윤찬 : 이기동 역
- 이빛나
- 오희준
- 한여울
- 박대규
- 이문정
- 김진엽
- 문형주

### 특별출연
- 오정세 : 대형마트 직원 역
- 한기범 : 대형마트 고객 역
- 최다니엘 : 빵집 최 사장 역

## 시청률
최저 시청률과 최고 시청률은 시청률 조사회사와 지역별로 시청률에 차이가 있을 수 있습니다.
| 2015년 | 2015년   | 2015년          | 2015년      | 2015년      |
| 회차   | 방송일자 | AGB 닐슨 시청률 | 시청률 순위 | 시청률 순위 |
| 회차   | 방송일자 | AGB 닐슨 시청률 | 종 합       | 드라마      |
| ------ | -------- | --------------- | ----------- | ----------- |
| 제1회  | 1월 9일  | 1.259%          | 6           | 5           |
| 제2회  | 1월 10일 | 0.945%          | 37          | 10          |
| 제3회  | 1월 16일 | 1.451%          | 5           | 4           |
| 제4회  | 1월 17일 | 1.341%          | 8           | 8           |
| 제5회  | 1월 23일 | 1.942%          | 6           | 3           |
| 제6회  | 1월 24일 | 1.585%          | 5           | 2           |
| 제7회  | 1월 30일 | 2.445%          | 3           | 2           |
| 제8회  | 1월 31일 | 1.639%          | 7           | 6           |
| 제9회  | 2월 6일  | 1.816%          | 3           | 2           |
| 제10회 | 2월 7일  | 1.201%          | 8           | 2           |
| 제11회 | 2월 13일 | 2.102%          | 2           | 1           |
| 제12회 | 2월 14일 | 1.502%          | 7           | 3           |
| 제13회 | 2월 27일 | 1.368%          | 8           | 4           |
| 제14회 | 2월 28일 | 1.200%          | 14          | 3           |
| 제15회 | 3월 6일  | 1.387%          | 5           | 3           |
| 제16회 | 3월 7일  | 1.421%          | 6           | 2           |
| 평균   | 평균     | 1.538%          | -           | -           |